# Polypedates cruciger
Polypedates cruciger é uma espécie de anfíbio da família Rhacophoridae.
É endémica do Sri Lanka.
Os seus habitats naturais são: florestas secas tropicais ou subtropicais, florestas subtropicais ou tropicais húmidas de baixa altitude, regiões subtropicais ou tropicais húmidas de alta altitude, marismas de água doce, marismas intermitentes de água doce, pastagens, plantações, jardins rurais, áreas urbanas, florestas secundárias altamente degradadas e lagoas.